# 大偏口蛤
大偏口蛤（学名：Chama ambigua），又名迷樣偏口蛤，是帘蛤目偏口蛤科偏口蛤属的一种。

## 型態特徵
外殼近圓形，為白色散佈淡紅色色塊。左殼較大，固定於岩石；右殼亦稱自由殼，可動。殼表有板狀輪肋，腹緣具淺溝。韌帶偏後方。殼內平滑白色，陶質。

## 分佈
本物種只分佈於台湾（包括澎湖），常棲息於潮間帶礁岩上。